# Cojedes
Cojedes (hiszp. Estado Cojedes) – jest jednym z 23 stanów Wenezueli. Solicą stanu Cojedes jest miasto San Carlos.
Stan Cojedes zajmuje powierzchnię 14 800 km², a zamieszkuje go 323 165 osób (2011). Dla porównania, w roku 1970 mieszkańców było 99,4 tys.
Stan głównie nizinny, leży na Nizinie Orinoko. Hodowane jest bydło, uprawia się ryż (sztucznie nawadniany), kukurydzę, kawowce, trzcinę cukrową, bawełnę i maniok.
Znajduje się tu część Parku Narodowego Tirgua.

## Gminy i ich siedziby
- Anzoátegui (Cojedes)
- El Pao de San Juan Bautista (El Pao)
- Falcón (Tinaquillo)
- Girardot (El Baúl)
- Lima Blanco (Macapo)
- Ricaurte (Libertad)
- Rómulo Gallegos (Las Vegas)
- San Carlos de Austria (San Carlos)
- Tinaco (Tinaco)